# Marv Winkler
Marvin Winkler, detto Marv (Indianapolis, 18 febbraio 1948), è un ex cestista statunitense, professionista nella NBA e nella ABA.

## Carriera
Venne selezionato dai Milwaukee Bucks al terzo giro del Draft NBA 1970 (50ª scelta assoluta).

## Palmarès
- Campionato NBA: 1

Milwaukee Bucks: 1971